# Нова журналистика
Под името нова журналистика (на английски: new journalism) е известен стилът на журналистическо писане чрез похвати на художествената литература (диалог, аз-форма и др.), който се налага през 60-те и 70-те години на XX век в някои средства за масова информация в Щатите (например „The New Yorker“ или „Rolling Stone“) и в творбите на определени публицисти (като Том Улф, Норман Мейлър, Труман Капоти, Хънтър С. Томпсън и други). Названието се установява трайно след издаването през 1973 г. на сборника с репортажи New Journalism, съставен от Том Улф.